# Ein Ende mit Schrecken
Ein Ende mit Schrecken ist ein US-amerikanisches Stummfilmdrama aus dem Jahr 1926 von Allan Dwan mit Jack Holt, Florence Vidor und William Powell in den Hauptrollen. Das Drehbuch basiert auf dem Roman Sea Horses (dt. Titel Brandung) von Francis Young.

## Handlung
Helen Salvia segelt mit ihrer vierjährigen Tochter Cinia nach Panda, einem abgelegenen ostafrikanischen Hafen. Dort will sie ihren italienischen Ehemann Lorenzo antreffen, der sie ein Jahr nach ihrer Heirat verlassen hat. Cochran, der stämmige Erste Offizier, und Harvey, der junge Dritte Offizier, wetteifern offen um ihre Gunst, während Kapitän Glanville zurückhaltend bleibt. 
In Panda entdeckt Helen, dass ihr Mann ein betrunkenes Wrack geworden ist und kehrt zum Schiff zurück. Glanville sieht sich gezwungen, ihre Freilheit von Salvia zu erkaufen. Aus Angst vor den Konsequenzen kehrt Helen mit ihrer Tochter Cinia an Land zurück und flieht vor Lorenzo, der das Kind an sich bringen kann. Helen wird von Glanville gerettet, als ein Taifun in seiner ganzen Wucht ausbricht. Als Glanville Lorenzo das Kind wegnimmt, wird er verwundet. Cochran, der seinen Rückzug deckt, tötet Lorenzo, bezahlt seinen Mut jedoch mit seinem Leben. Helen und Cinia können mit Glanville nach England zurückkehren.

## Hintergrund
Die Premiere des Films fand am 22. Februar 1926 in New York statt.
Da keine Kopien der sieben Filmrollen existieren, gilt der Film als verschollen.

## Kritiken
Mordaunt Hall von der The New York Times schrieb, die Geschichte habe ziemlich gute Kapitel, aber insgesamt ziehe sie sich in die Länge und sei alles andere als überzeugend.